# Karl Albert Larsson
Karl Albert Larsson, född 10 december 1901 i Malmö, död 19 mars 1985 i Linköping, var en svensk arkitekt. 
Larsson, som var son till konstnär Albert Larsson och Elida Tomason, avlade studentexamen 1921, ingenjörsexamen vid Chalmers tekniska institut 1927 och arkitektexamen 1928. Han var anställd på arkitektkontor 1928–1933, vid Byggnadsstyrelsen och Stockholms stads byggnadsnämnd 1934–1935, blev biträdande länsarkitekt i Blekinge län 1936, i Östergötlands län 1937 och länsarkitekt där 1938–1966.